# Węgry na Mistrzostwach Świata w Lekkoatletyce 2013
Węgry na Mistrzostwach Świata w Lekkoatletyce 2013 – reprezentacja Węgier podczas czempionatu w Moskwie liczyła 11 zawodników.

## Występy reprezentantów Węgier

### Mężczyźni

#### Konkurencje biegowe
| Konkurencja                | Zawodnik        | Runda 1    | Runda 1 | Półfinał | Półfinał | Finał    | Finał   |
| Konkurencja                | Zawodnik        | Rezultat   | Pozycja | Rezultat | Pozycja  | Rezultat | Pozycja |
| -------------------------- | --------------- | ---------- | ------- | -------- | -------- | -------- | ------- |
| Bieg na 110 m przez płotki | Balázs Baji     | 13,36 (PB) | 7. Q    | 13,49    | 12.      | NQ       | NQ      |
| Bieg na 800 m              | Tamás Kazi      | 1:46,48    | 12. q   | 1:46,40  | 16.      | NQ       | NQ      |
| Chód na 20 km              | Máté Helebrandt | —          | —       | —        | —        | 1:28:49  | 41.     |
| Chód na 50 km              | Sándor Rácz     | —          | —       | —        | —        | 4:12:18  | 45.     |

#### Konkurencje techniczne
| Konkurencja | Zawodnik       | Eliminacje | Eliminacje | Finał    | Finał   |
| Konkurencja | Zawodnik       | Rezultat   | Pozycja    | Rezultat | Pozycja |
| ----------- | -------------- | ---------- | ---------- | -------- | ------- |
| Rzut młotem | Ákos Hudi      | 74,30      | 15.        | NQ       | NQ      |
| Rzut młotem | Krisztián Pars | 79,06      | 1. Q       | 80,30    | srebro  |

### Kobiety

#### Konkurencje biegowe
| Konkurencja   | Zawodnik          | Runda 1  | Runda 1 | Półfinał | Półfinał | Finał        | Finał   |
| Konkurencja   | Zawodnik          | Rezultat | Pozycja | Rezultat | Pozycja  | Rezultat     | Pozycja |
| ------------- | ----------------- | -------- | ------- | -------- | -------- | ------------ | ------- |
| Chód na 20 km | Viktória Mádarasz | —        | —       | —        | —        | 1:34:10 (SB) | 37.     |

#### Konkurencje techniczne
| Konkurencja    | Zawodnik                 | Eliminacje | Eliminacje | Finał    | Finał   |
| Konkurencja    | Zawodnik                 | Rezultat   | Pozycja    | Rezultat | Pozycja |
| -------------- | ------------------------ | ---------- | ---------- | -------- | ------- |
| Pchnięcie kulą | Anita Márton             | 17,32      | 20.        | NQ       | NQ      |
| Rzut młotem    | Éva Orbán                | 70,62      | 11. q      | 72,70    | 8.      |
| Skok wzwyż     | Barbara Szabó            | 1,83       | 20.        | NQ       | NQ      |
| Siedmiobój     | Györgyi Zsivóczky-Farkas | —          | —          | 6067     | 15.     |